# Islas Tokara
Las islas Tokara (en japonés: 吐噶喇列島 o トカラ列島, tokara rettō) es un grupo de islas en la parte norte de las islas Nansei (que abarca las islas Ryukyu), y que pertenece administrativamente a la ciudad de Toshima, en la prefectura de Kagoshima, en Japón.

## Islas principales
- Kuchinoshima
- Nakanoshima
- Gajajima（deshabitada）
- Kogajajima（deshabitada）
- Tairajima
- Suwanosejima
- Akusekijima
- Kojima（deshabitada）
- Kodakarajima
- Takarajima
- Kaminonejima（deshabitada）
- Yokoatejima（deshabitada）

Los habitantes de las islas dependen de la pesca, la agricultura, y del desplazamiento de cerca de 10 000 turistas. El agua potable es limitada. Este archipiélago se conoce poco, pero ha adquirido cierta notoriedad por ser uno de los mejores miradores del eclipse solar de 22 de julio de 2009.
Las islas están conectadas dos veces por semana por un ferry a Kyushu.
En ellas se encuentran el conocido Pony Tokara.